# 人民に奉仕する

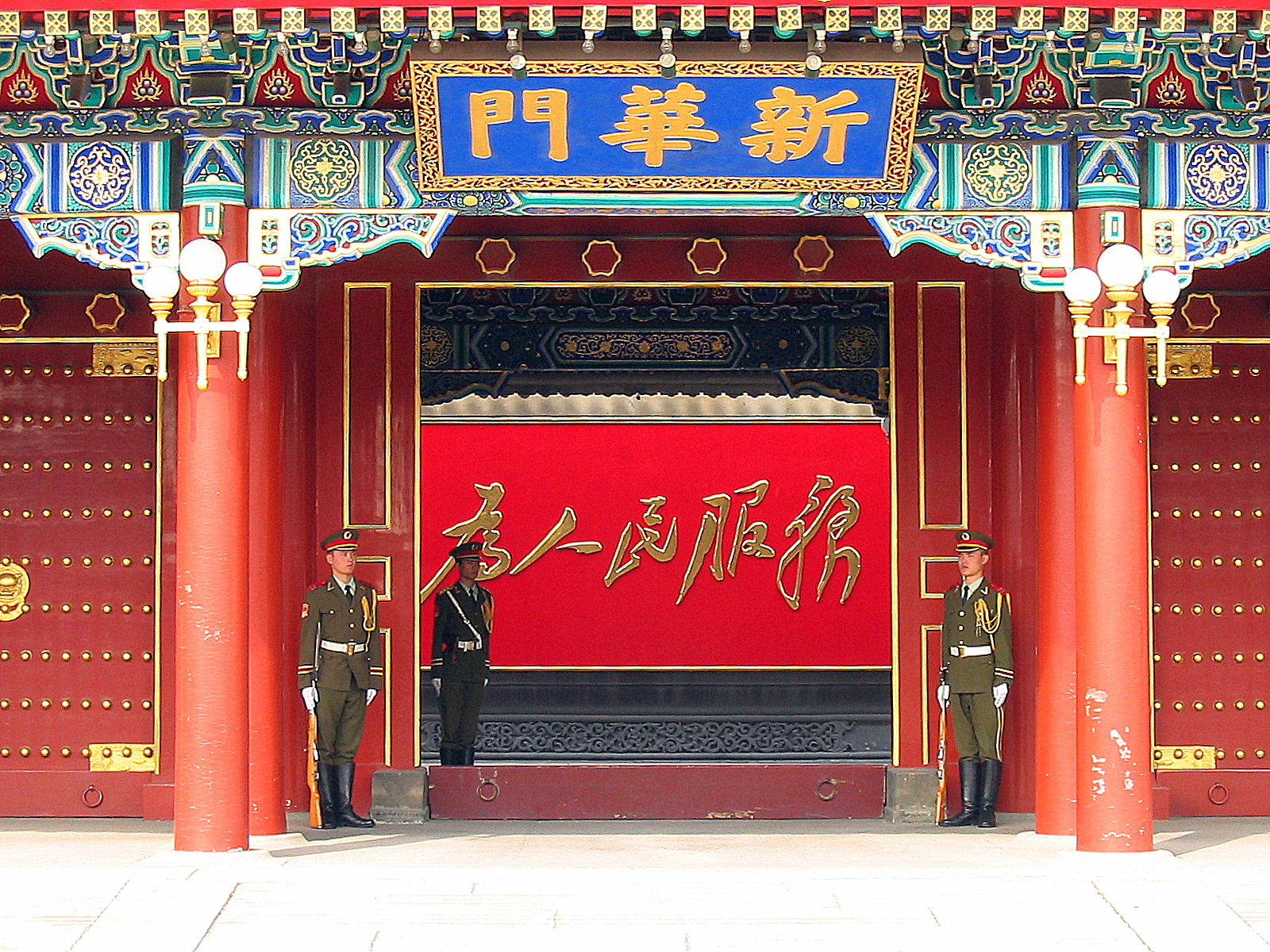
中国共産党本部のある中南海の正門である新華門。毛沢東による揮毫。（2003年）

「人民に奉仕する」（じんみんにほうしする、簡体字: 为人民服务; 繁体字: 爲人民服務; 拼音: wèi rénmín fúwù）とは、中華人民共和国の政治スローガンのひとつ。

## 概要
1944年9月8日の毛沢東の演説から生まれたスローガンである。この演説は、文化大革命の時期に、『ベチューンを記念する』『愚公山を移す』とともに、老三篇とまとめられてパンフレットにされ、大々的に普及された。日本でも、当時、初級中国語教材として用いられた。
「服務」は日本語から中国語に流入した言葉、いわゆる日本語借用語である。

## 使用場面

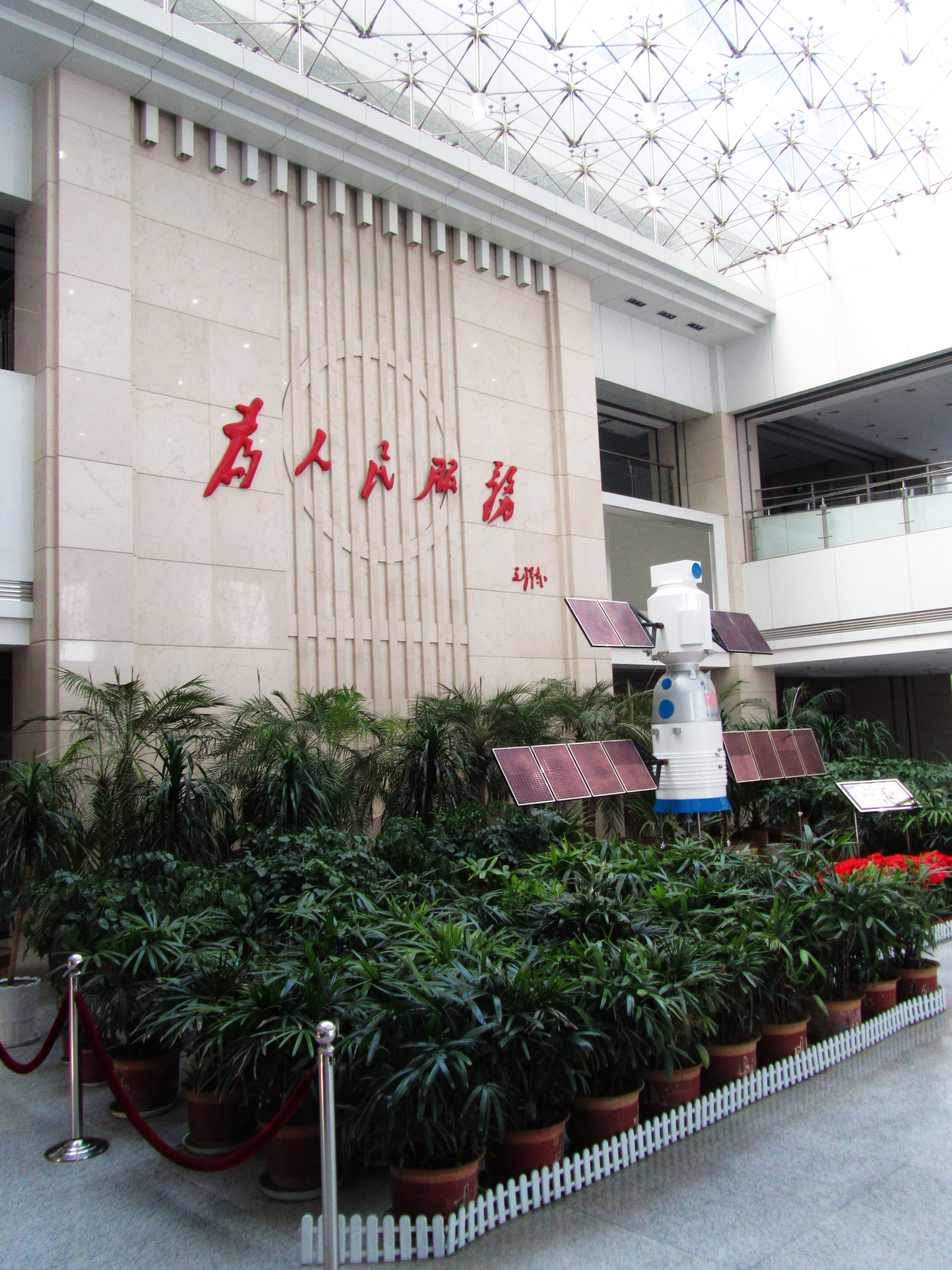
山東省滕州市市庁舎内。（2011年）

1984年以来、中国人民解放軍の兵士たちが自動車（オープンカー）に立って閲兵する指導者（中国共産党中央軍事委員会主席）を迎える際に用いられる。1984年の軍事パレードの時には鄧小平に対し、1999年の軍事パレードの時には江沢民に対し用いられた。2009年10月1日の軍事パレードでも胡錦濤に対し用いられた。2015年の軍事パレードでは習近平に対し用いられた。
具体的には
指導者:「同志達、こんにちは！」（同志們好！tóng zhì men hǎo）
兵士達:「こんにちは、指導者！」（首長好！shǒu zhǎng hǎo）
指導者:「同志達、ご苦労様！」（同志們辛苦了！tóng zhì men xīn kǔ le）
兵士達:「人民に奉仕する！」（為人民服務！wèi rén mín fú wù）
という風に用いる。
党規約や憲法やメディアでも頻繁に用いられている語である。毛沢東思想とともに1960年代から70年代にかけて世界的にも伝播され、アフリカ系アメリカ人による左翼民兵組織ブラックパンサー党でも英訳の「Serve the people」がスローガンとして用いられた。
また北朝鮮でも日本語訳に近い訳語で人民の為に服務する「인민을 위하여 복무함」（朝鮮語の漢字表記：人民을爲하여服務함）として用いられている。